# Христофеллис, Арис
Арис Христофеллис (греч. Άρης Χριστοφέλλης; род. 5 февраля 1960, Афины) — греческий оперный певец (контратенор).

## Биография
Получил образование в Афинах и в Париже как пианист, однако затем решил сосредоточиться на карьере вокалиста. Дебютировал в 1984 году в Бордо, в 1985 году выступил в Каннах на концерте открытия музыкального фестиваля «Midem classique», снискав заметный успех. Известен исполнением барочного и ренессансного репертуара, пел в операх Антонио Вивальди и Георга Фридриха Генделя. В то же время среди записей Христофелиса — песни Альбана Берга, Франсиса Пуленка, Лучано Берио, Майкла Типпета и других композиторов нового времени.